# Набросок для театра II
«Набросок для театра II» (англ. Rough for Theatre II или Theatre II) — короткая пьеса Сэмюэля Беккета. Хотя эта отвергнутая пьеса в «End and Odds» датируется «около 1960 года», в библиотеке Тринити-колледже в Дублине существует рукопись, датированная двумя годами ранее. Она содержит первую версию, изначально написанную на французском языке под названием «Fragment de théâtre II» и отличающуюся от той, что была в конечном итоге опубликована в 1976 году. Её редко ставят.

## Содержание
Два бюрократа, Бертран (A), и чуть позднее Морван (B) входят в квартиру Крокера (C) на шестом этаже. Там они находят хозяина, неподвижно стоящего в центре сцены перед открытым окном спиной к зрителям и явно готовящегося броситься вниз через оконный проём. А и В должны провести исследование pro bono «темперамента, характера и прошлой жизни этого потенциального самоубийцы».
«A» и «B» продолжают, в почти комической манере, с мигающими настольными лампами и последовательный разбор сведений «B», записи которых он принёс с собой в папке для бумаг. В конце концов эта пара приговаривает Крокера к прыжку. Однако, когда A подходит к окну, чтобы осмотреть Крокера, он удивляется чему-то необычному, что заставляет его достать платок и робко поднести его к лицу потенциального самоубийцы. Концовка остается открытой для различных интерпретаций, например, Крокер мог быть плачущим, улыбающимся, мог оказаться мертвым ещё до прибытия A и B, или же мог умереть во время разбора сведений о нём.

## Адаптация для кино
«Fragment de théâtre II» был снят на студии Ardmore в 2000 году в рамках проекта «Beckett on Film». Режиссёром фильма выступила Кэти Митчелл. В 30-минутном фильме снялись Джим Нортон (в роли Бертрана), Тимоти Сполл (в роли Морвана) и Хью О’Брайен (в роли Крокера).

## Комментарии
1. ↑  Возможен также перевод заглавия, восходящий к французскому названию фр. «Fragment de théâtre II», — «Театральный осколок II»[4] или «Театр II»[5] или же «Театральный осколок 2»[6]. Более позднюю английскую версию пьесы Беккет назвал «Rough for Theatre II». Слово «rough» означает «грубый, сырой, шероховатый, необработанный, черновой», что подчеркивает незаконченность этой вещи. Тогда как слово «осколок» даже в большей степени, чем «фрагмент», предполагает, что это часть чего-то некогда целого, более полного. Таким образом, название «Набросок для театра» точнее передает английский вариант заглавия.